# Ligretto
Le Ligretto est un jeu de cartes de rapidité allemand paru en 1988, créé par Reiner Stockhausen et édité par Schmidt.

## Règles du jeu

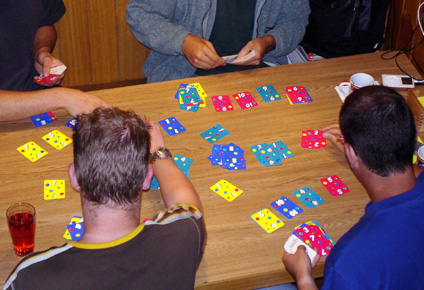

### But du jeu
Dans ce jeu, ce qui importe le plus c’est la rapidité. Il faut réagir plus vite que les autres joueurs afin de se débarrasser de toutes ses cartes le premier. L’engouement du jeu c’est que tous les joueurs jouent simultanément.

### Préparation et déroulement de la partie
Après avoir reçu un jeu de 40 cartes de même motif, chaque joueur constitue son ligretto (paquet de 10 cartes, à l’envers, empilé devant soi avec les chiffres vers le haut) ainsi que sa série (ce sont les 3 cartes côté à côte, chiffres vers le haut) à droite du ligretto. Le joueur garde dans sa main les cartes qui lui restent. Le jeu commence lorsqu’un joueur prononce « Ligretto » : il faut alors poser au plus vite un 1 si on en possède un. Cette carte peut être dans le ligretto, dans la série ou même dans la main. Il faut alors tirer rapidement trois cartes qui sont dans sa main, à l’envers, les empiler jusqu’à trouver le chiffre. Pendant ce temps les autres joueurs jouent de la même façon, les cartes montent et l’on peut alors mettre d’autres chiffres comme un 3 par exemple. Et cela jusqu’à 10. La partie se termine quand un joueur a fini son paquet de ligretto il dit alors : « Ligretto stop ».

### Scores
Une fois la partie terminée, chaque joueur compte le nombre de cartes qu'il a réussi à poser sur la table en identifiant les siennes à l'aide du motif sur le revers des cartes. Une carte posée vaut un point. Chaque carte qui n'a pas été posée (et qui est donc encore dans leur ligretto) vaut deux points de pénalité. Ce n’est donc pas forcément la personne qui a stoppé la partie qui aura le meilleur score. On peut jouer plusieurs manches jusqu'à ce qu'un joueur obtienne un certain score (traditionnellement[réf. nécessaire], jusqu'à 100 points). 

## Extensions
Le Ligretto se joue de 2 à 4 joueurs mais il est possible de jouer jusqu’à 12 joueurs avec des extensions (motifs différents).

## Éditions spéciales
À partir de 6 ans, les enfants peuvent jouer au Ligretto junior[réf. nécessaire].
Le Ligretto se décline aussi en jeu de dés pour 2 à 4 joueurs.
Il existe une version avec une machine qui distribue les cartes (Ligretto Speed Machine[réf. nécessaire]).
L’éditeur a adapté son jeu à différents univers : Ligretto foot, Ligretto twist, Ligretto Star Wars, Ligretto Bob l’éponge, Ligretto crazy.